# Blepharita pallida
Blepharita pallida là một loài bướm đêm trong họ Noctuidae.